# £

£在各種不同字體的字型。

£或₤是代表英國貨幣英鎊的記號。在某些國家或地區這個記號也用作代表當地的同名貨幣；此外，也有一些國家的貨幣稱為「鎊」（the pound），但不使用£做為代表記號。
這兩個記號都是由大寫的拉丁字母「L」衍生而來，代表羅馬重量基本單位「librum」，本意是「計重秤」或「平衡」。「磅」（pound）成為英國使用的重量單位，而貨幣單位之所以也命名為「鎊」（pound），是由於當初是代表一磅塔重（Tower Weight，326公克）純銀的價值。
在英語中，英鎊記號是放在數字的前面（例如應為£12,000，而不是12,000£），和數字之間可直接相連，或是用空格隔開。
「₤」同時也是代表里拉的記號。在義大利使用歐元之前，有兩條水平線的₤記號，曾被當作表示里拉價格的符號，但L較為常用。

## 電腦中的符號使用

### 111Codepoints
「£」符號的Unicode代號為 U+00A3（Latin-1） （页面存档备份，存于）。HTML語法的書寫方式則為 &pound;；XML語法寫作&#163;。
「₤」符號的Unicode代號為 U+20A4，HTML的寫法為&#8356;。

### 輸入方式
在IBM PC問世之前，英國的電腦工業並無輸入、顯示、列印或儲存£記號的標準方式。當時經常使用「#」按鍵來輸入這個記號；有時候螢幕上顯示的是「#」，但許多印表機的應用程式可以設定將「#」列印成「£」。輸入、儲存、顯示和列印£經常需要透過特別的設定。「#」在英國稱為「hash symbol」，而在非使用「鎊」作為貨幣的國家則稱作「pound sign」（中文則普遍稱為井號）。
在英式鍵盤佈局中，在數字「3」的按鍵上印有「£」，而美式鍵盤中該按鍵則是印有井號（#）。
大多數的非英式Mac OS鍵盤中並沒有標示£的按鍵，但通常可透過Option+3的組合鍵來輸入£記號。£記號是位於MacRoman字元集中。在Microsoft Windows作業系統下，可使用Alt keycodes 0163和156來輸入，在MS-DOS下則可用Alt-156輸入。